# خانه صنعتکاران ایران
خانه صنعتکاران ایران به عنوان یک مجموعه مردم نهاد  (NGO) است، که فعالیت خود را از سال ۱۳۷۸ به منظور حمایت از کارآفرینان، واحدهای کوچک و بزرگ صنعتی، معدنی و کشاورزی آغاز نموده است.
که به حل مشکلات صنعتگران درزمینه‌های: تسهیل‌گر، مشاوره دادن، حل اختلاف، گرفتن تسهیلات، راه انداز می‌پردازد و آن‌ها را رفع می‌کند، این به‌طور کلی پُلی هست بین صنعتکاران مسئولین این مجموعه دارای دفاتر استانی، و برون مرزی هست.
|                                   | نوع: سازمان مردم نهاد |
|                                   | بنانهاد : ۱۳۷۸ (بیست و پنج سال پیش) |
|                                   | بنیانگذاران: سیدمحمد موسوی علی آل کاظمی |
|                                   | 'تعداد، اعضا: '۲۰٬۰۰۰ عضو |
|                                   | مدیرعامل اجرایی: سیدمحمدموسوی قائم‌مقام: سیدمحمدمهدی موسوی مشاور توسعه و کسب و کار: جاوید صاغری |
|                                   | دفتر مرکزی: ایران، تهران، پاسداران، خیابان مسجدجامع غدیر ، کوچه آجرپز ، روبروی مسجد جامع الغدیر |
| وبگاه: https://sanatkaraniran.ir/ | زیر مجموعه‌ها: - شرکت خانه صنعت آریا - شورای حل اختلاف ویژه صنعتی - اتاق داوری - تعاونی مسکن خانه صنعتکاران ایران - خدمات: - تسهیلگری - مشاوره تخصصی - گرفتن تسهیلات - راه اندازی واحدهای صنعتی - دانش‌بنیان کردن - خدمات حقوقی در حوزه صنعتی و اقتصادی - ثبت تخصصی برند - اخذ مجوز های قانونی |

1. 1. خانه صنعتکاران ایران[۱۹][۲۰][۲۱] از سال ۱۳۷۸ به عنوان مجموعه ای مستقل و برخاسته از اصل ۴۴ قانون اساسی[۲۲] پس از طی مراحل قانونی با حمایت مسئولین، متخصصین دانشگاهی و حوزوی و به‌طور رسمی در عرصه خدمت به توسعه اقتصاد کشور به عنوان سازمان مردم نهاد[۲۳] اعلام موجودیت نموده و پس از آن نزدیک به بیست هزار واحد تولیدی در بخش صنعت، معدن[۲۴] و کشاورزی را با مشاوره تخصصی خود یاری رسانده است.[۲۵][۲۶]

فعالیت این مجموعه مشاوره و تسهیل گری در تمام زمینه‌های اقتصاد کلان، صنعتی، معدنی، تجاری و کشاورزی است. که در اصل می‌توان گفت خانه صنعتکاران توانسته صدا بخش خصوصی و یاری رسان صنعتگران باشد که توانسته ارتباط محکمی میان آنها ونهادهای اجرایی مرتبط ایجاد کند. از خدمات دیگر می‌توان به مشاوره تخصصی به تمام اعضا اشاره نمود که یکی از اصلی‌ترین نقاط قوت این مجموعه است که با تشکیل کمیسیون تخصصی هر کسب کار، راه کار مناسبی برای آنها در نظر گرفته می‌شود، که. اعضای این کمسیون‌ها از افراد آگاه و مسئول همان بخش می‌باشند
بنیانگذاران این مجموعه سید محمد موسویو علی آل کاظمی هستند.
این مؤسسه دارای چند زیر مجموعه اعم از شورای حل اختلاف، اتاق داوری، تعاونی مسکن و شر کت خانه صنعت آریا می‌باشد.
درسال ۱۳۸۵ با تقاضای خانه صنعتکاران مبنی بر مساعدت حداکثری دستگاه‌های اجرایی با این سازمان به امضاء بیش از ۷۰ نماینده مجلس شورای اسلامی تصویب گردید. در سال‌های ۱۳۸۲ و ۱۳۹۰ نیز رئیس‌جمهور ارگانه‌های دولت را ملزم به همکاری با این مجموعه نمود همچنین از این طیف تقاضاها در سال‌های ۱۳۷۸ و ۱۳۹۳ هم دوباره درخواست شد و مجدداً به تصویب رسید و به دستگاه‌های اجرایی ابلاغ گردید.
این مجموعه از دو رکن هیئت امنا «۱۳عضوی» و هیئت مدیره «۵عضوی» تشکیل شده است.